# 長鰭黑頭魚
長鰭黑頭魚（学名：Alepocephalus longiceps），又名長鰭平頭魚、黑頭魚，为輻鰭魚綱黑头鱼目黑頭魚科黑頭魚屬下的一个种，為深海魚類，分布於西北太平洋日本琉球海溝，棲息深度1240-1300公尺，體長可達16公分，棲息在底層水域，生活習性不明。